# ヴァージニア・グレイ
ヴァージニア・グレイ（Virginia Grey、1917年3月22日 - 2004年7月31日）は、アメリカ合衆国の女優。1930年代から1980年代初頭にかけて、100本以上の映画や数多くのテレビやラジオ番組に出演した。
妻キャロル・ロンバードを1942年に亡くしたクラーク・ゲーブルと、1940年代を通してどっちつかずの、断続的な交際関係にあったと世間でも認知されていたが、1949年にゲーブルがシルヴィア・アシュリーと結婚した後は関係が断たれた。グレイがゲーブルを待ち続けたのが、生涯独身だった理由だといわれている。

## 主な出演作品
- 突貫勘太 Palmy Days (1931) (クレジット無し)
- 秘密 Secrest (1933) (クレジット無し)
- 泥酔夢 Dames (1934) (クレジット無し)
- ゴールド・ディガース36年 Gold Diggers of 1935 (1935) (クレジット無し)
- 巨星ジーグフェルド The Great Ziegfeld (1936) (クレジット無し)
- テスト・パイロット Test Pilot (1938)
- ブロードウェイ・セレナーデ Broadway Serenade (1939)
- ザ・ウィメン The Women (1939)
- 第三の影 Another Thin Man (1939)
- マルクス兄弟デパート騒動 The Big Store (1941)
- ターザン紐育へ行く Tarzan's New York Adventure (1942)
- アイダホ Idaho (1943)
- ステージドア・キャンティーン Stage Door Canteen (1943)
- 夜のストレンジャー Strangers in the Night (1944)
- 炎の街 Flame of Barbary Coast (1945)
- 殺人鬼の巨像 House of Horrors (1946)
- 燃える密林 Swamp Fire (1946)
- ニューヨーク大騒動/ムコ捜し大騒動 So This Is New York (1948)
- ジュラシック・アイランド Unknown Island (1948)
- 凸凹闘牛の巻 Mexican Hayride (1948)
- ジャングル・ジム Jungle Jim (1948)
- 明日なき男 Highway 301 (1950)
- 美女と闘牛士 Bullfighter and the Lady (1951)
- ロボット大襲来 Target Earth (1954)
- 天はすべて許し給う All That Heaven Allows (1955)
- バラの刺青 The Rose Tattoo (1955)
- アラモの砦 The Last Command (1955)
- レイテ沖海空戦／永遠の海原 The Eternal Sea (1955)
- 女ひとり Jeanne Eagels (1957)
- 裏街 Back Street (1961)
- 赤い野獣 Black Zoo (1963)
- 裸のキッス The Naked Kiss (1964)
- アカプルコの出来事 Love Has Many Faces (1965)
- 母の旅路 Madame X (1966)
- 大空港 Airport (1970)
- マネー・チェンジャース／銀行王国 The Moneychangers (1976)

## グレイを演じた女優
- アナ・トーヴ（「ザ・パシフィック」）